# Olympische Jugend-Winterspiele 2016/Teilnehmer (Georgien)
| Gelbes Symbol für Goldmedaillen mit stilisierten Olympischen Ringen | Graues Symbol für Silbermedaillen mit stilisierten Olympischen Ringen | Braundes Symbol für Bronzemedaillen mit stilisierten Olympischen Ringen |
| ------------------------------------------------------------------- | --------------------------------------------------------------------- | ----------------------------------------------------------------------- |
| —                                                                   | —                                                                     | —                                                                       |

Georgien nahm an den Olympischen Jugend-Winterspielen 2016 in Lillehammer mit zwei Athleten in zwei Sportarten teil.

## Sportarten

### Rennrodeln
| Athleten       | Wettbewerb | Durchgang 1 | Durchgang 1 | Durchgang 2 | Durchgang 2 | Gesamt       | Gesamt |
| Athleten       | Wettbewerb | Zeit        | Rang        | Zeit        | Rang        | Zeit         | Rang   |
| -------------- | ---------- | ----------- | ----------- | ----------- | ----------- | ------------ | ------ |
| Jungen         |            |             |             |             |             |              |        |
| Lascha Peradse | Einsitzer  | 48,721 s    | 10          | 48,786 s    | 13          | 1:37,507 min | 11     |

### Ski Alpin
| Jungen                 |              |             |     |                    |                    |                    |                    |
| Bessarion Dschaparidse | Riesenslalom | 1:27,63 min | 41  | 1:26,54 min        | 31                 | 2:54,17 min        | 32                 |
| Bessarion Dschaparidse | Slalom       | 55,40 s     | 33  | 54,87 s            | 28                 | 1:50,27 min        | 28                 |
| Bessarion Dschaparidse | Kombination  | DNS         | DNS | nicht qualifiziert | nicht qualifiziert | nicht qualifiziert | nicht qualifiziert |